# フィッショントラック法
フィッショントラック法（フィッショントラックほう、FT法、fission track）とは、放射年代測定の方法の一つである。

## 概要
鉱物中に含まれるウラン238は、α崩壊のほかに自発核分裂（spontaneous fission）をおこす。その際、鉱物中に飛跡（track）を残す。測定試料を研磨して、さらに適切な方法でエッチングして飛跡を顕微鏡下で観察可能な大きさまで拡大し、研磨面にあらわれた飛跡を数え、飛跡密度をもとめる。鉱物中のウラン量が判れば、飛跡の密度は自発核分裂の壊変係数と時間の関数になる。したがって、飛跡密度とウラン量から鉱物の形成年代を求めることができる。ウランの定量は、飛跡を測定した後の試料に原子炉で中性子線を照射することで、ウランの核分裂を引き起してできる誘導トラック数を数える方法が、一般的である。
フィッショントラック法に用いられる鉱物としては、ジルコン、燐灰石（アパタイト）が代表的なものである。そのほかチタン石（チタナイト）や、鉱物ではないが火山ガラスが用いられることもある。
飛跡は熱により修復するので、鉱物が再加熱されるとその時点で年代の起点がリセットされる。比較的高温までトラックが安定なジルコンでも、200 - 300℃程度で飛跡が消滅する。また、高温の岩石が冷却する場合、フィッショントラック法で得られる年代は、飛跡が熱的に修復される温度付近まで冷却した時期に対応する。したがって、急冷した火山岩中のジルコンを用いたフィッショントラック年代は、ほぼ岩石の固結年代を表すといえるが、花崗岩など徐冷した岩石の場合は、固結年代よりは有意に若い年代が得られることが普通である。